# Nova Roma

Cờ của Nova Roma, dựa trên màu sắc và biểu tượng của Đế quốc Roma

Nova Roma là một tổ chức Phục hưng La Mã Quốc tế  và tái thiết "Đa thần Ý-La Mã mới" , được tạo ra vào năm 1998 bới Joseph Bloch và William Bradford, (Marcus Cassius Iulianus và Flavius Vedius Germanicus, "Patres Patriae") , sau đó được thành lập ở Maine như một tổ chức phi lợi nhuận với nhiệm vụ giáo dục và truyền bá tôn giáo .
Nova Roma tuyên bố sẽ thúc đẩy "sự phục hồi tôn giáo đa thần, văn hóa và đạo đức La Mã cổ điển " và "lý tưởng La Mã chia sẻ" .
Nova Roma cung cấp các tài nguyên trực tuyến về văn hóa La Mã, tiếng Latin, hướng dẫn tái hiện và trang phục La Mã cổ đại . Nova Roma nhắm mục đích trở thành một cộng đồng gồm các nhóm tái hiện hoặc nhóm nghiên cứu lịch sử.
Strimska , Davy , Adler , Gallagher-Ashcraft , và gần đây Chryssides  gọi nó là một cộng đồng phục hưng đa thần, bởi vì nó có cấu trúc dựa trên Cộng hòa La Mã cổ đại , với Thượng viện, Tòa án và luật được ban hành bằng cách bỏ phiếu của Hội đồng Lập pháp (Executive Magistrates of the Roman Republic) , và có đồng tiền riêng của mình .
Nova Roma tuyên bố rằng nhóm tự nhận mình là một "quốc gia có chủ quyền", nên một số nhà quan sát bên ngoài phân loại nó là một vi quốc gia .

### Tư liệu
- American Religious Identification Survey," by The Graduate Center of the City University of New York Lưu trữ ngày 6 tháng 3 năm 2007 tại Wayback Machine (pdf)
- McColman, Carl. 2002. The Complete Idiot's Guide (R) to Paganism, Alpha Books. ISBN 0-02-864266-X
- Dennis A. Trinkle, Scott A. Merriman. M.E. Sharpe, 2002. US history highway, Volume 1. ISBN 0-7656-0907-X
- Danese, Roberto/Bacianini, Andrea/Torino, Alessio. 2003. Weni, widi, wici: tra 'volumen" e byte, Guaraldi. ISBN 88-8049-209-8
- Strmiska, Michael. 2005. Modern Paganism in World Cultures: Comparative Perspectives, ABC-CLIO. ISBN
- Davy, Barbara Jane. 2006. Introduction to Pagan Studies, Rowman Altamira. ISBN 0-7591-0819-6
- Dennis A. Trinkle, Scott A. Merriman. M.E. Sharpe, 2006. The history highway: a 21st-century guide to Internet resources. ISBN 0-7656-1631-9
- Dixon, Suzanne. 2007. Cornelia, Mother of the Gracchi, Routledge. ISBN 0-415-33148-X
- York, Michael. 2015. Pagan Ethics: Paganism as a World Religion, Springer. ISBN 978-3-319-18923-9